# 克里斯托弗·贾纳韦
克里斯托弗·贾纳韦（英語：Christopher Janaway）是一位英国哲学家和作家，毕业于牛津大学，曾于悉尼大學、伦敦大学伯贝克学院等学校任教，现为南安普敦大学教授，主要作品有入选牛津通识读本的《叔本华》（Schopenhauer）等。